# Pataky–Slamovits
A Pataky–Slamovits című lemez egy 1988-ban megjelent rocknagylemez, melyen az Edda Művek akkori felállása és a korábbi szólógitáros Slamovits István játszanak együtt. Az itt hallható dalok nagy része alkotta volna eredetileg az 1983-as Edda Művek 3. albumot, de annak idején ezek nem kerülhettek lemezre. Utólag sorszámozták, mint az Edda Művek kilencedik lemezét (annak ellenére, hogy ténylegesen hamarabb jelent meg, mint a hivatalosan nyolcadik Szaga van).
Napjainkban a lemez ritkaságnak számít, mivel az egyetlen Edda-album, amely nem jelent meg CD-n, kivéve az Engedjetek saját utamon című számot, mely válogatáslemezekre felkerült. A Hungaroton a 2010-es években fokozatosan tette elérhetővé az archívuma mélyén található anyagokat, így végül a lemez teljes egészében elérhetővé vált az interneten.  A bakelit (és streaming) változat, valamint a kazettakiadás borítója eltér, ugyanis két különböző fényképet használtak fel az elkészítéséhez.
Szinte az összes dalt úgy játszották fel, mint ahogy azt eredetileg megalkották, kivéve az Elektromos szemeket, ami jelentős mértékben eltér az eredeti változattól, tempója is lassabb. Mivel az eredetileg szintén letiltott Fekete élmény megváltoztatott szöveggel mégis megjelenhetett, ezért helyette egy instrumentális szerzemény, a May Be zárja a lemezt.
A dalok korabeli letiltásának oka változatos volt: némelyiküknek rendszerellenesnek titulált szövege volt (Engedjetek saját utamon, Vadkutya, Elektromos szemek, Királyok és szolgák), némelyikük a szocializmus eszméjétől idegen szerfüggőséggel kapcsolatos témájú (Jár a füstben a halál, Ivódal), és volt, amelyik a munkásosztályról alkotott dehonesztáló képet a cenzorok szerint (Vörös tigris).

## Számok listája
| # | LP # | Cím                     | Szerző                           | Hossz |
| - | ---- | ----------------------- | -------------------------------- | ----- |
| 1 | A1   | Engedjetek saját utamon | Pataky Attila – Slamovits István | 3:44  |
| 2 | A2   | Vadkutya                | Pataky Attila – Slamovits István | 4:35  |
| 3 | A3   | Jár a füstben a halál   | Pataky Attila – Slamovits István | 5:30  |
| 4 | A4   | Vörös tigris            | Pataky Attila – Slamovits István | 4:10  |
| 5 | B1   | Elektromos szemek       | Pataky Attila – Slamovits István | 6:25  |
| 6 | B2   | Ivódal                  | Pataky Attila – Slamovits István | 4:07  |
| 7 | B3   | Királyok és szolgák     | Pataky Attila – Slamovits István | 5:10  |
| 8 | B4   | May Be                  | Pataky Attila – Slamovits István | 4:25  |

## Közreműködtek
- Pataky Attila – ének
- Slamovits István – szólógitár
- Donászy Tibor – dob
- Gömöry Zsolt – billentyűs hangszerek
- Pethő Gábor – basszusgitár (Zselencz László hangszerével)
- Szigeti Ferenc – zenei rendező
- Kálmán Sándor – hangmérnök
- Diner Tamás – borítófotó
- Rácmolnár Sándor – borítóterv